# Mickey Finn (mouche de pêche)
 (juillet 2010).
Si vous disposez d'ouvrages ou d'articles de référence ou si vous connaissez des sites web de qualité traitant du thème abordé ici, merci de compléter l'article en donnant les références utiles à sa vérifiabilité et en les liant à la section « Notes et références ».

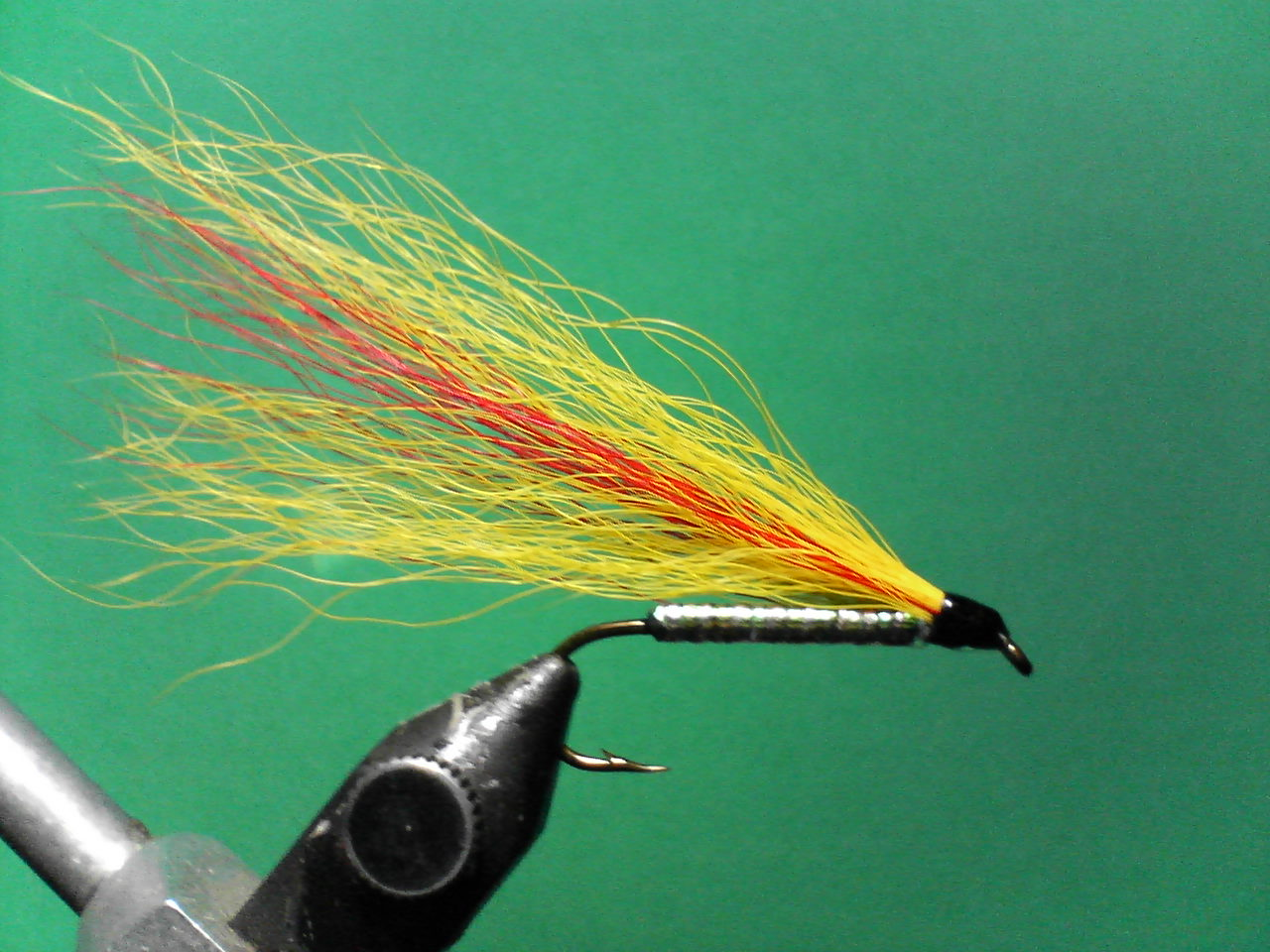
Une mouche Mickey Finn

La Mickey Finn est une mouche de pêche type streamer autrefois nommée red and yellow bucktail. Elle est constituée de trois bandes de poils de cerf teintes en jaune et rouge, la hampe de l'hameçon est également garnie de tinsel sur toute sa longueur.